# San Juan Coatzóspam
San Juan Coatzóspam es una localidad del estado mexicano de Oaxaca. Es cabecera del municipio de San Juan Coatzóspam.

## Demografía
| Censo | Población |
| ----- | --------- |
| 1900  | 735       |
| 1910  | 811       |
| 1921  | 905       |
| 1930  | 932       |
| 1940  | 662       |
| 1950  | 540       |
| 1960  | 653       |
| 1970  | 748       |
| 1980  | 989       |
| 1990  | 1213      |
| 1995  | 1184      |
| 2000  | 1266      |
| 2005  | 962       |
| 2010  | 1212      |
| 2020  | 689       |